# Columbia Records
Columbia Records is een Amerikaanse platenmaatschappij, een van de oudste platenmaatschappijen in de wereld, ontstaan in 1888. De naam is afgeleid van de plaats van oprichting, het district Columbia in de Verenigde Staten, heden beter bekend als Washington D.C. Columbia is sinds 1988 een dochteronderneming van het Japanse Sony Music Entertainment.

## Geschiedenis
Columbia was oorspronkelijk een kleine maatschappij die Edison-fonografen distribueerde en verkocht. Columbia versterkte in 1893 haar band met Edison (RCA Victor) en de North American Phonograph Company en verkocht vanaf dat moment alleen nog maar zelfgefabriceerde wasrollen en later grammofoonplaten. In 1931 fuseerde het Engelse deel van Columbia met de Grammophone Company in het Verenigd Koninkrijk en ging verder onder de naam EMI (Electrical and Musical Industries). EMI verkocht de Amerikaanse tak van Columbia vervolgens, vanwege antitrustwetgeving, aan de Grigsby-Grunow Co. Uiteindelijk werd het in 1938 gekocht door de eigenaar van Columbia Broadcasting System (CBS).
In 1948 introduceerde Columbia de 'long-playing microgroove' (lp). Dit formaat, dat draait op 33⅓ toeren per minuut, is uiteindelijk de standaard geworden voor grammofoonplaten. In 1951 ging CBS een distributieovereenkomst aan met Philips Phonografische Industrie (PPI) om ook buiten de Verenigde Staten te gaan leveren. Onder de overeenkomst bracht PPI Columbia artiesten uit op het Philips-label.
Columbia werd de meest succesvolle Amerikaanse platenmaatschappij in de jaren vijftig toen zij Mitch Miller wegkochten bij het Mercury-label. Miller haalde snel grote artiesten binnen als Frankie Laine, Tony Bennett en Johnny Mathis.
Het feit dat er eigenlijk twee Columbia-labels waren (een Europees, eigendom van EMI, en een Amerikaans, eigendom van CBS) was tot begin jaren zestig geen probleem, omdat CBS tot die tijd niet actief was in Europa. Toen CBS echter in de jaren zestig besloot de Europese markt te veroveren, kon men geen gebruik maken van het Columbia-label omdat die naam al werd gebruikt door EMI. In Europa werd dan ook het CBS-label geïntroduceerd. Alleen de naam was anders; logo's en labelkleuren waren dezelfde als die van het Amerikaanse Columbia-label.
In 1988 werd CBS Records overgenomen door Sony, waarbij de naam veranderde in Sony Music Entertainment. Na de overname besloot Sony wereldwijd de naam Columbia te gebruiken, in plaats van CBS. Daartoe kocht het de rechten op de merknaam Columbia van EMI, dat het label al sinds eind jaren zeventig niet meer gebruikte.
Sony ging in 2004 een joint venture aan met Bertelsmanns muziekdivisie BMG; de naam van deze nieuwe platenmaatschappij werd Sony BMG Entertainment. In 2008 kocht Sony Bertelsmann uit en werd de naam veranderd in Sony Music Entertainment.

## Nederland

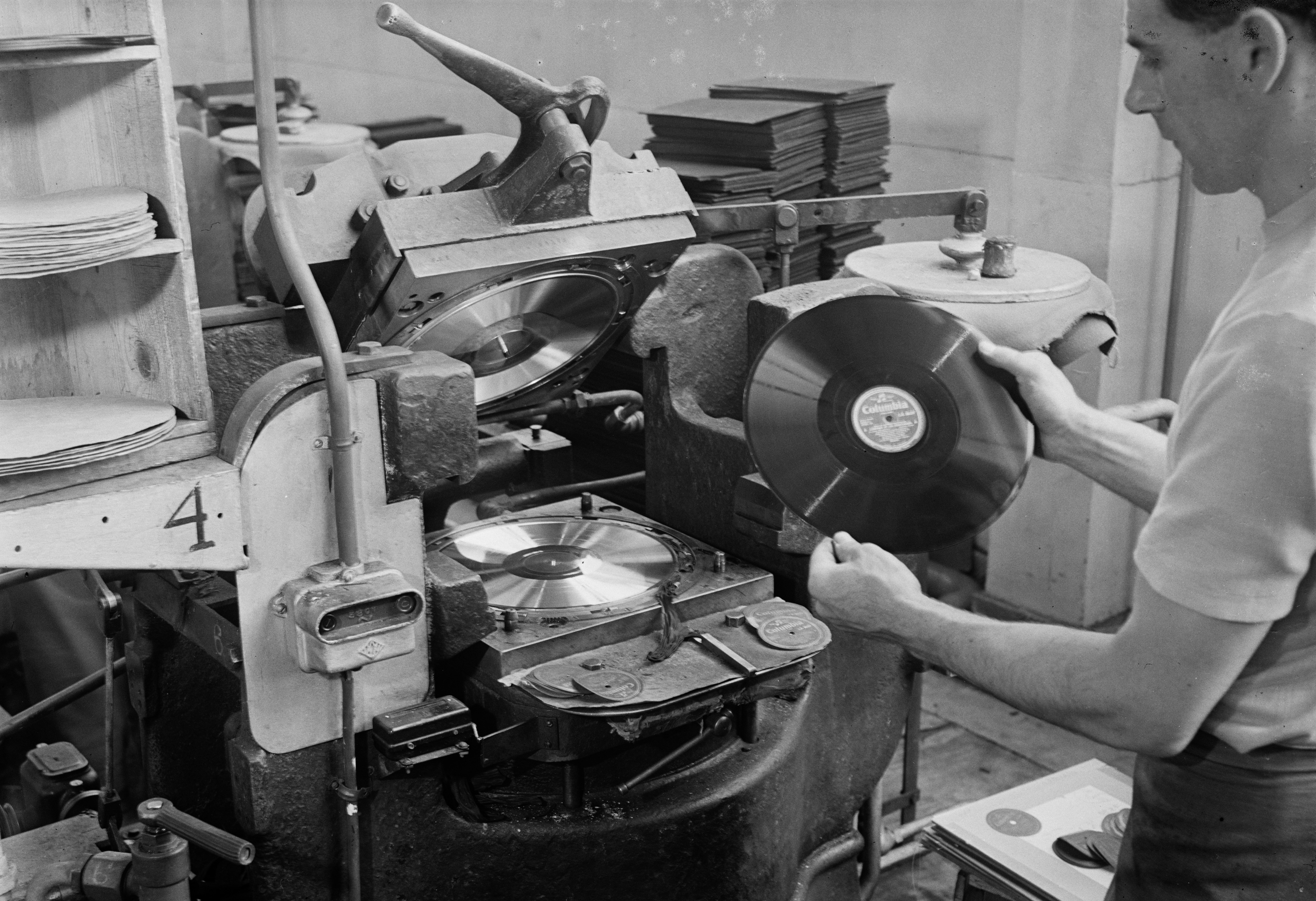
Grammofoonplatenfabriek Columbia in Nederland (1952)

Het Amerikaanse Columbia werd in de jaren vijftig in Nederland vertegenwoordigd door Phonogram. In 1961 gingen deze distributierechten over naar het Haarlemse Artone Records, een bedrijf dat vijf jaar eerder was opgericht door de Belgische broers Casper en Will Slinger. Door de overeenkomst met het Amerikaanse platenlabel groeide Artone snel. Omdat er in Nederland al een Columbia-label actief was (zie hierboven), werd de naam CBS gebruikt in plaats van Columbia.
In 1966 nam CBS een belang van 50% in Artone, drie jaar later gevolgd door een complete overname. De platenperserij en hoesdrukkerij waren bij de overname inbegrepen. CBS Grammofoonplaten BV, zoals de nieuwe naam luidde, bleef in Haarlem gevestigd.
Na de internationale overname door Sony en de daarbij behorende veranderingen in het begin van de jaren negentig, werd het bedrijf in Nederland bekend als Sony Music Entertainment (Holland) BV. Eind jaren negentig werd voor het eerst een eigen Nederlands label opgericht, om nieuw Nederlands talent een kans te bieden. De naam van dit label was SML (Sony Music Local), later veranderd in S.M.A.R.T. Artiesten als Acda & de Munnik, Poema's en Van Dik Hout vonden hier onderdak. Medio jaren nul werd dit label weer opgedoekt, hoewel de meeste Nederlandse artiesten wel bij Sony onder contract bleven.
De Nederlandse afdeling van Sony Music is sinds enige jaren gevestigd op het Media Park in Hilversum. De platenperserij in Haarlem werd in 1998 verzelfstandigd en opereert tegenwoordig onder de naam Record Industry. De productie steeg van 2 miljoen vinylplaten in 1998 naar 11 miljoen in 2021.
In de oude vestiging van Artone/CBS in de Haarlemse Kruisstraat is tegenwoordig een Albert Heijn gevestigd.

## Enkele artiesten
- 50 Cent
- Aerosmith
- Adele
- Tony Bennett
- Leonard Bernstein
- Beyoncé
- Big Time Rush
- Blink-182
- Art Blakey
- Pierre Boulez
- Boys Like Girls
- Crazy Town
- Cypress Hill
- Jeff Buckley
- Mariah Carey
- Johnny Cash
- Ray Charles
- Aaron Copland
- Miranda Cosgrove
- Elvis Costello
- Robert Craft
- Miles Davis
- Céline Dion
- Lila Downs
- Bob Dylan
- Earl Sweatshirt
- Fugees
- Glenn Gould
- Ariana Grande
- Iron Maiden
- Michael Jackson
- Billy Joel
- Janis Joplin
- Krewella
- Cyndi Lauper
- Lil Nas X
- Lisa Lisa & Cult Jam
- Branford Marsalis
- Wynton Marsalis
- John Mayer
- MGMT
- George Michael
- Mitch Miller
- Charles Mingus
- Thelonious Monk
- Willie Nelson
- Oasis
- One Direction
- Eugene Ormandy
- Katy Perry
- Washington Phillips
- Pink Floyd
- Manic Street Preachers
- Santana
- Shakira
- Shazz
- Simon & Garfunkel
- Wayne Shorter
- Frank Sinatra
- Bruce Springsteen
- Isaac Stern
- Igor Stravinsky
- Barbra Streisand
- Harry Styles
- System of a Down
- George Szell
- The Byrds
- The Offspring
- The Weather Girls
- Toto
- Train
- Tyga
- Bonnie Tyler
- Muddy Waters
- Roger Waters
- Grace VanderWaal
- Bruno Walter
- Weather Report
- Johnny Winter
- Zebrahead
- Louis Zimmermann